# Missão Abreviada
Missão Abreviada (litt. Mission abrégée) est le titre d’un livre de prédication rédigé par le prêtre catholique Manuel José Gonçalves Couto et paru au Portugal en 1859. 
Si Missão Abreviada n’est plus guère considéré aujourd’hui comme une œuvre majeure ou comme un guide pratique et spirituel de la vie chrétienne, elle eut pourtant un grand nombre de rééditions jusqu’au début du XXe siècle et connut une fortune considérable dans tout le monde lusophone. L’auteur avait pour particularité de s'être entièrement voué à la prédication itinérante, dans le cadre très structuré des dénommées missions populaires — quinzaines de sermons, oraisons, confessions, etc. —, très en vogue à l’époque et destinées à revitaliser le christianisme dans les campagnes reculées ; le but de son ouvrage, qui est un recueil d'homélies, d'instructions, de prières, de vies de saints, etc. et compte près d’un millier de pages, était de servir de manuel pour ces missions.
Le type de spiritualité qui se fait jour dans Missão Abreviada se caractérise par : l’appel fait d’abord aux sentiments, même si l’argumentation n’est pas absente ; le rôle central conféré à la figure du Christ ; l’importance accordée à l’exemple des saints ; son aspect moralisant et populaire, Manuel Couto s’appliquant à toucher surtout les petites gens pour orienter leur vie quotidienne ; l’accent mis sur la pénitence comme mode de manifestation et d’entretien de la conversion à Dieu ; mais aussi un certain degré de terreur, entretenu par la perspective d’un châtiment divin dans l’au-delà et par des visions apocalyptiques (on a pu parler à son propos de spiritualité de la terreur, voire d’ascèse noire), terreur toutefois contrebalancée par la possibilité du salut pour tout pécheur qui s’amende et par une image de Dieu qui, s’il est un juge implacable, est avant tout amour. Le but premier tant des missions populaires que de Missão Abreviada reste en tout état de cause la conversion ou l'amendement du pécheur.

## Histoire et diffusion

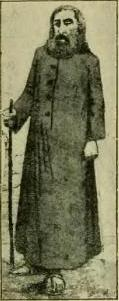
Le chef religieux millénariste brésilien Antônio Conselheiro, fondateur de la communauté de Canudos, avait Missão Abreviada pour livre de chevet (imagerie populaire).

Missão Abreviada fut, après la Bible, le livre le plus souvent réédité dans le Portugal du XIXe siècle, atteignant un tirage total de plus de 140 000 exemplaires pour l’ensemble des 16 éditions que l’ouvrage connut entre 1859 (année de sa première parution) et 1904 (année de sa 16e édition). En 1995, l’ouvrage eut en outre, à l’occasion du centenaire de la mort de son auteur, Manoel Couto, une édition commémorative au tirage de 800 exemplaires, établie sur la base de la 15e édition et réalisée par la Commission des fêtes de Telões (Telões étant une paroisse civile — freguesia — de Vila Pouca de Aguiar et le village natal de l’auteur).
Témoin du succès de Missão Abreviada, le fait notamment que la 10e édition, de 1876, parvint à Goa, en Inde, en l’espace de moins d’un an, et que l’on y entreprit aussitôt d’en extraire deux méditations pour les insérer dans une publication imprimée sur place en 1877.
Mais l’ouvrage de Couto était diffusé dans tout le monde lusophone et était communément utilisé par les prédicateurs laïcs catholiques engagés dans les missions rurales, en particulier dans les arrière-pays reculés du Brésil. Il était p.ex. le livre de chevet du prédicateur laïc et chef millénariste brésilien Antônio Conselheiro, qui fonda en 1892 une communauté religieuse autonome dans le sertão bahianais ; ainsi a-t-on trouvé, après la liquidation de Canudos par l’armée brésilienne, deux recueils de prêches, d’oraisons et d’homélies, qui avaient été copiées à la main par le secrétaire du Conselheiro et comportaient de longs passages extraits de Missão Abreviada. La vision religieuse du chef sertanejo ainsi que sa rhétorique apparaissent façonnées dans une large mesure par le livre de Manuel Couto, et il y puisa également ses thèmes apocalyptiques. Durant ses prêches, Antônio Conselheiro avait coutume d’en brandir un exemplaire, en particulier lorsqu’il affirmait que Dieu avait élu Belo Monte (la communauté de Canudos) pour servir de champ de bataille du Christ.
Il y a peu d’évolution d’une édition à l’autre : aucune modification profonde ou de quelque ampleur n’est détectable ni dans la structure interne, ni sur le plan du contenu. Il s’agit chaque fois d’une simple refonte de tel ou tel thème particulier ou de son peaufinage.
Plus tard, l’auteur enrichit l’ouvrage d’un Additamento (Addenda), qui connut également plusieurs éditions, mais toujours en association avec Missão Abreviada, compris dans un même volume.
Cette œuvre sera l’un des derniers exemples de livre de prédication publiés au XIXe siècle avant la mise en route par l’Église catholique d’un processus de réforme connu (surtout dans le monde lusophone) sous l’appellation de romanisation ultramontaine. Peu après la publication de Missão Abreviada se tint en effet le Concile de Vatican I (1869-1870), où une nouvelle politique de rechristianisation de la société fut élaborée. Durant cette période sera officialisé le culte du Sacré-Cœur de Jésus, destiné à se substituer, dans le cadre dudit projet de romanisation, au culte du Bon Jésus (Senhor Bom Jesus), présent dans la pratique religieuse locale au Portugal et surtout au Brésil, lequel culte était doté d’une très forte charge de dévotion et de pénitence, et s’appuyait sur une relation directe entre saints et fidèles, tendant par conséquent à se dispenser de la médiation de l’Église officielle et à faire appel à une religiosité beaucoup plus affective et diversifiée dans ses rites et ses doctrines.

## L’auteur

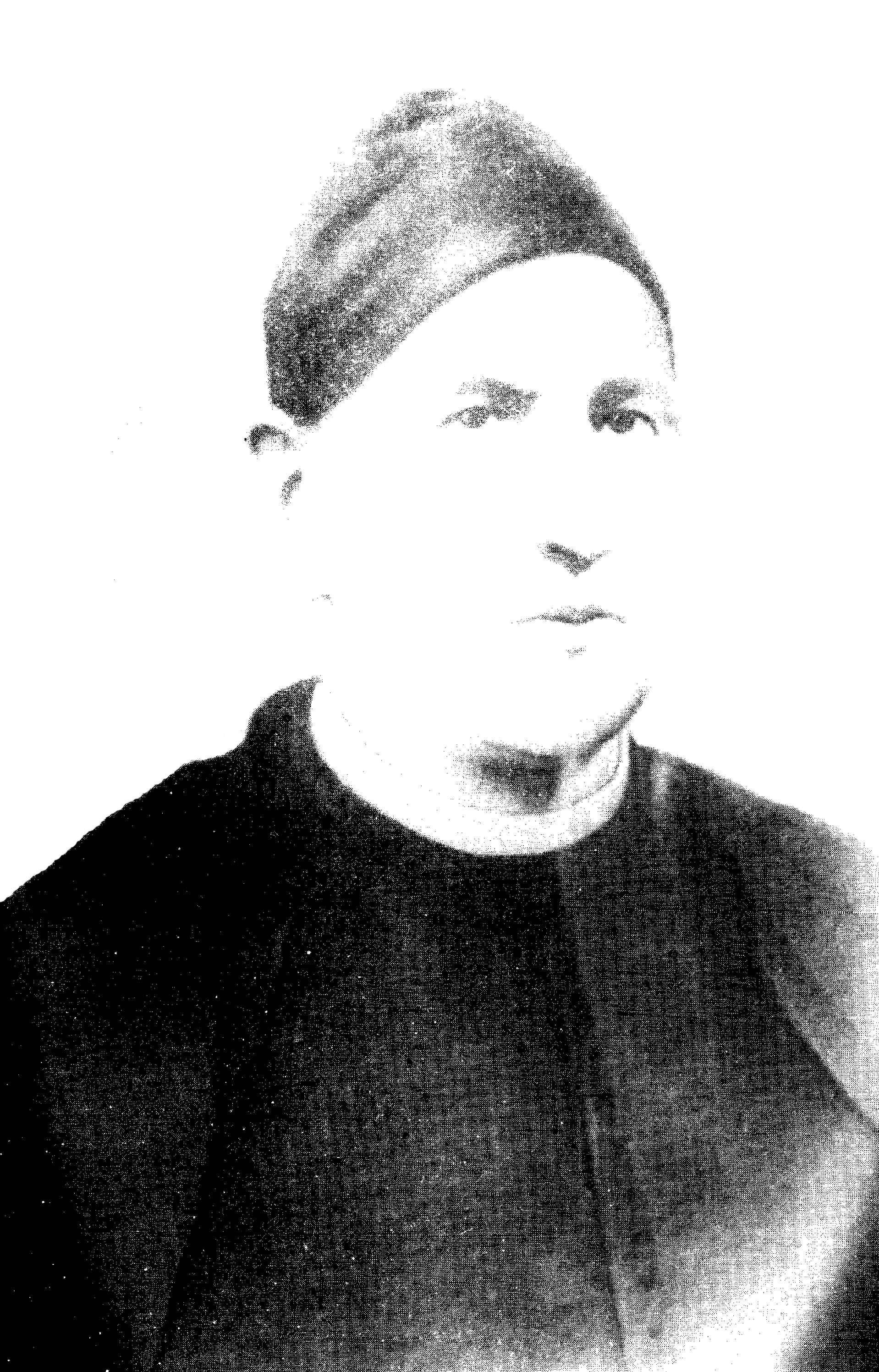
Le R.P. Manoel Couto, auteur de Missão Abreviada.

L’auteur de Missão Abreviada est Manuel José Gonçalves Couto (Telões, Vila Pouca de Aguiar, 1819 — Telões, 1897), prêtre catholique et prédicateur itinérant du Haut Trás-os-Montes, dans le nord du Portugal. Ordonné prêtre dans une période mouvementée de l’histoire du Portugal, marquée notamment par des mesures anti-cléricales, il n’eut jamais charge de paroisse, et préféra, dans le cadre des dénommées missions populaires, se consacrer à la prédication itinérante, parcourant ainsi tout le nord du pays. Lesdites missions populaires, que Manuel Couto contribua à ressusciter dans le Portugal du XIXe siècle, consistaient en quinzaines de prêches, sermons, instructions, oraisons, etc., se déroulant selon un schéma prédéfini et se clôturant par une eucharistie collective et une confession générale (cf. ci-dessous). Missão Abreviada était destiné à servir de manuel pour les missions et devait en pérenniser le fruit au-delà de la seule quinzaine.
Sa vocation de missionnaire lui vint en 1845, alors qu’il faisait un séjour au séminaire de Braga, en vue de son habilitation comme prêtre, c’est-à-dire afin d’acquérir le droit de prêcher et de confesser. Tandis qu’il se préparait à cette épreuve, il apprit l’existence d’un mouvement qui commençait alors à prendre forme, dont l’initiateur était João Manuel de Sousa Teixeira et qui s’efforçait de mettre sur pied des équipes de prédication à l’effet d’organiser des missions populaires, dites alors missions apostoliques, missions évangéliques ou encore missions saintes. Manuel Couto décida de prendre contact avec eux, et désormais, la part la plus importante de son travail de prêtre sera la prédication et la confession, activités auxquelles il se consacre avec toute son énergie, faisant dans ce but équipe avec d’autres missionnaires. L’accomplissement de missions populaires amènera Manuel Couto à parcourir nombre de localités dans le nord du Portugal, ce qui lui vaudra le surnom d’apôtre de Trás-os-Montes. Faute de prêtres formés dans les ordres religieux, ceux-ci ayant été supprimés par décret libéral, la rénovation de l’évangélisation avait certes grand besoin, au Portugal, d’hommes libres et disponibles. 
En tant qu’issu d’une famille d’agriculteurs nantis, Manuel Couto possédait du bien, mais vécut pauvre et dans le renoncement, n’ayant qu’une seule préoccupation : prêcher la bonne parole en prédicateur itinérant. Il n’aspira jamais à une fonction ecclésiastique ni n’eut jamais de paroisse à sa charge. Il se déplaçait par les campagnes d’une localité à l’autre, prêchant des missions qui en règle générale se prolongeaient pendant quinze jours d’affilée par lieu visité. Il ne s’agissait pas d’une prédication de type général, sporadique et dispersée, mais d’une prédication systématique et exigeante. La confession était intimement liée à l’activité de missionnaire prêcheur et Couto s’y consacra avec un total dévouement ; il lui arrivera de confesser pendant une journée entière, voire aussi la nuit, parfois pendant un total de 16 heures consécutives.
Il mourut dans le hameau où il vit le jour, dans une maison située en face de sa maison natale, le 17 septembre 1897, et fut inhumé dans le petit cimetière de Telões.
Selon la tradition orale locale, Manuel Couto avait vécu comme il prêchait : détaché des choses de ce monde, très sobre dans son manger, se contentant souvent d’un bol de bouillon, et pour dormir se servant d’une pierre comme oreiller. Des miracles lui ont également été attribués.

## Les missions populaires
La Missão Abreviada est indissociable des missions populaires qui avaient lieu dans le Portugal du XIXe siècle, dans le contexte d’une opération de revitalisation du catholicisme.
Ces missions populaires, qui constituent une forme d’œuvre pastorale extraordinaire, se différencient de l’œuvre pastorale ordinaire qu’est le travail paroissial. Elles se distinguent également de la simple prédication apostolique ou missionnaire, où un prédicateur itinérant passe pendant un bref laps de temps dans une paroisse pour y précher ; la mission populaire en effet suppose un temps plus long, une série d’exercices plus structurés et plus complexes ; elle a pour objectif spécifique la rénovation de la vie religieuse et morale d’une paroisse ou d’une communauté chrétienne, au moyen d’un ensemble structuré et systématique de sermons et d’instructions, auquel s’ajoutent ordinairement d’autres cérémonies religieuses, durant un temps déterminé. Le but est la conversion des personnes ou l’approfondissement de leur vie chrétienne. Dans les missions populaires, la dimension kérygmatique occupe une place centrale. Il s’agissait de préserver de l’hérésie les catholiques, de renforcer la foi et de rénover la pratique religieuse et, à cet effet, de rappeler les enseignements du Christ et ses commandements. Les principaux moyens mis en œuvre sont la proclamation — souvent véhémente — des vérités éternelles, l’enseignement catéchétique, l’instruction des fidèles dans leurs devoirs, les sacrements de la pénitence (c’est-à-dire la confession) et de l’eucharistie, et la création ou revitalisation d’associations pieuses comme moyen de persévérance. Les confessions obtenues à l’issue des missions constituent le critère d’efficacité d’une mission.
La prédication extraordinaire, à laquelle le calendrier ecclésiastique fournit quelques occasions particulièrement propices, notamment le carême et l’avent, était le fait surtout des ordres mendiants. Les prédications itinérantes naquirent avec le concile de Trente et tendront à se structurer en Italie et en Espagne au XVIe siècle. Bientôt systématisées, les missions furent organisées par les prédicateurs ambulants dans tous les endroits où ils s’arrêtaient, et avaient pour thèmes incontournables le châtiment divin imminent et la pénitence nécessaire, thèmes avec lesquels on cherchait à emporter la conversion immédiate du pécheur. La mission se terminait par une confession générale, puis une communion collective. Si possible, une charité avait lieu pour secourir les pauvres, et au terme de la mission, l’on plantait une croix afin d’en perpétuer le souvenir.
Les principaux agents de ces prédications itinérantes, voués expressément à l’évangélisation des pauvres dans les campagnes, appartiennent à des ordres religieux fondés aux XVIIe et XVIIIe siècles : les Pii Operarii, les oratoriens, les passionistas, les rédemptoristes (ordre créé par le frère italien Alphonse de Liguori), les lazaristes (plus particulièrement actifs en France, appelés vicentinos en portugais) ; au Portugal, l’on trouve aussi les missionnaires de Brancanes, membres de l’Institut des missionnaires apostoliques, fondé à Setúbal par Antônio das Chagas en 1682.
Si les missions populaires se déroulaient selon un schéma fixe préétabli, suivant une méthode stable et rigoureuse, avec planification systématique des exercices, ceux-ci ayant chacun leur finalité, forme et caractère propres, il n’y avait pas cependant de système canonique unique. Chaque institut rédigeait son propre manuel missionnaire, qui servait de base et de guide à l’activité de ses prédictateurs.
Les missions populaires s’étendaient sur deux semaines. La première semaine, la plus intense, s’adressait à l’ensemble des ouailles, tandis que la deuxième, à visée plus catéchétique, développait des thématiques plus spécialisées adaptées aux différents groupes cible. Chaque journée comprenait un prêche matutinal, avec oraison mentale et pratique instructive, et une prédication du soir, avec sermon. Ce dernier avait volontiers recours à la théâtralité, afin d’émouvoir sinon de convaincre l’auditoire. Les confessions se faisaient principalement dans les intervalles entre les prêches. La gratuité des missions, expressément prescrite, était assurée grâce aux dons.
Dans le deuxième quart du XIXe siècle, les missions se trouvèrent soudainement compromises au Portugal par l’abolition des ordres religieux décidée par le gouvernement portugais alors au pouvoir. Cependant, compte tenu de l’impérieuse nécessité de ces missions, déterminée par l’analphabétisme religieux régnant dans les campagnes reculées, des initiatives se firent bientôt jour au sein de l’Église, notamment la dénommée Société catholique, qui portait dans ses statuts mêmes la promotion des missions populaires. En 1848, un autre groupe de prêtres, issus du diocèse de Braga, voulut se charger de reprendre l’exercice de ces missions ; c’est ce groupe que Manuel Couto ira rejoindre.
En rédigeant Missão Abreviada, le père Couto poursuivait deux buts : d’abord, produire un livre qui servît de manuel à l’usage des missionnaires ; ensuite, — devant le constat d’un refroidissement de la ferveur des fidèles une fois la mission terminée — durabiliser le fruit des missions. Dans son ouvrage, Couto reprit, pour la méthode suivie, les innovations d’Alphonse de Liguori. De la sorte, les missions gagnèrent en continuité et en profondeur, tout en perdant de leur caractère exceptionnel.

## Structure et contenu
Missão Abreviada est écrit dans un langage direct, vivant, simple, presque familier, accessible à tous, multipliant les exemples, ainsi qu’il convient à une bonne transmission du message auprès d’un public populaire et campagnard.

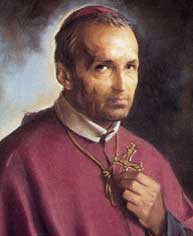
Alphonse de Liguori eut une grande influence sur Manuel Couto.

Il est structuré en quatre parties, auxquelles s’ajoutera plus tard une cinquième :

1)	Méditations : celles-ci suivent l’agencement typique de la mission populaire, en ceci qu’elles correspondent aux sermons du soir de la 1re semaine, hormis la dernière, qui appartient à la phase de conclusion de la mission ; on compte 26 méditations dans la 1re édition et 25 dans la 4e ;

2)	Instructions : extraites des évangiles, elles sont au nombre de 60, traitent de thèmes plus légers, et sont destinées aux sermons du matin ;

3)	Instructions : extraites de la passion, ces instructions, au nombre de 44 dans la 17e édition, traitent de thèmes pratiques et contiennent des exhortations à mener une vie plus conforme à l’exemple du Christ ;

4)	Vies des saints : au nombre de 21 dans la 17e édition, elles nous invitent à suivre l’exemple de ceux qui nous ont précédés. Elles s’inscrivent dans le mouvement de la dévotion moderne, alors en pleine vogue ;

5)	Une cinquième partie, ajoutée ultérieurement, se compose de dévotions et s’enchaîne à la fin de la 4e partie.
L’Additamento (addenda) fut publié pour la 1re fois en 1865, dans un volume à part, et eut ensuite huit éditions, auxquelles fit suite un Segundo Additamento, pour un total de 10 éditions, cependant toujours annexées dorénavant à Missão Abreviada, dans un même volume. Ce complément, constitué de plus de 60 instructions à contenu catéchétique varié destinées à être lues pendant les oraisons, est complété de quelques dévotions, culmine dans le Vademecum, conçu pour aider ceux qui assistent les moribonds, et comprend encore un Guide spirituel pour les personnes n’ayant pas de direction.
On trouve dans Missão Abreviada des textes bibliques, issus surtout du Nouveau Testament, et aussi des références patristiques éparses ainsi que des extraits d’autres auteurs spirituels, tels que Thomas d'Aquin, François d'Assise, sainte Thérèse, saint Jean de la Croix, etc. Le texte dénote une vaste culture chez son auteur et suppose une intense fréquentation de la littérature spirituelle disponible à l’époque. Mais, en tout état de cause, Alphonse de Liguori en fut le principal inspirateur.
L’objectif premier de l’œuvre, que Manuel Couto affirme être « très utile aux curés, aux chapelains, à tout prêtre désireux de sauver des âmes », mais d’intérêt également pour « toute personne qui fait oraison publique », reste la conversion du pécheur, se convertir signifiant pour l’auteur : rencontrer Dieu, se repentir de ses péchés et de sa vie de pécheur, se confesser et commencer à fréquenter les sacrements. La conversion se concrétise par une bonne confession et la subséquente participation à la table de communion, et par l’intention de mener désormais une vie en accord avec les commandements. La confession doit donc entraîner un véritable changement de vie, s’accompagner d’un ferme propos d’amendement, et non pas se réduire à un rite sans conséquence, exempt d’implications pour la vie personnelle.

## Éléments de doctrine

### Vision de Dieu et de l’Homme
Une lecture rapide de Missão Abreviada pourrait faire hâtivement conclure que le Dieu tel que conçu par Manuel Couto est un Dieu châtieur, justicier, insensible. En réalité, Couto nous parle essentiellement d’un Dieu qui est amour, plein de miséricorde, débordant de bienfaits. Cependant, s’il insiste sur la bonté de Dieu, il le présente souvent aussi comme un Dieu terrifiant et un juge implacable. Il tente de concilier ces deux aspects comme suit :

« Mon intention n’est pas d’amoindrir ou de limiter la miséricorde de Dieu, car tout pécheur qui se convertit véritablement, fût-il à l’article de la mort, et qui donc meurt ainsi converti, assurément se sauve, lors même que ses péchés seraient nombreux comme les étoiles du ciel, les grains de sable de la mer, et les fleurs du champ : mais toute la difficulté gît dans sa conversion véritable. Pour cette raison, nul ne doit se décourager ou désespérer ; mais chacun doit se convertir promptement et sans délai, puis doit persévérer. »

Il n’est pas rare que le discours de Manoel Couto prenne une teinte de mysticisme. Rappelons que Michel de Certeau () différencie discours mystique et discours théologique comme deux types distincts d’appropriation du discours religieux : pour le mystique, le divin s’appréhende par la perception intuitive, au contraire de la théologie, dont l’approche se veut rationnelle. Dans le passage suivant, c’est bien en laissant parler son seul cœur, et dans une quasi extase mystique, que Manuel Couto évoque la figure de Dieu :

« Oh ! que d’excès d’amour ! amour infini ! Charité immense et sans limites ! Car, quoi de plus y a-t-il à faire, oh mon Dieu ? Qu’as-tu encore à donner à l’Homme ? Tu lui as donné l’existence, et tu lui as conservé la vie ; tu lui as donné ton propre Fils ; tu lui as donné aussi l’Esprit-Saint et la Très-Sainte Marie ; tu lui as aussi donné les Saints et les Anges ; de même, tu as donné, pour lui, ta propre vie ; tu as donné à l’Homme ton corps, ton âme, toi-même ! Qu’as-tu à donner encore, oh mon Dieu ! Que te reste-t-il à faire de plus au bénéfice de l’Homme ? Dieu est toutes choses, et par amour se donne tout entier à l’Homme ; et c’est en cela même qu’il lui donne tout. »

De l’Homme, il donne une vision fondamentalement positive, négative en apparence seulement : l’Homme en effet est une créature de Dieu, appelée à la félicité. Néanmoins, c’est sur un ton particulièrement chargé qu’il dépeint le péché et la situation du pécheur ; mais, contrairement au jansénisme, qui juge l’Homme incapable d’atteindre à Dieu, Manuel Couto croit dans la capacité de l’Homme de répondre à Dieu, de la créature de répondre à son créateur. Il insiste sur la responsabilité personnelle qu’a chacun de ses propres actes, refusant d’imputer à Dieu seul la damnation d’un individu, quel qu’il soit : c’est le pécheur lui-même qui crée son enfer.

### L’Église et les saints sacrements
Manuel Couto se sent intimement lié à l’Église catholique. L’image qu’il en donne est d’une église hiérarchisée, à structure pyramidale, ou un rôle primordial incombe au pape, aux évêques et aux prêtres. Il proteste envers elle de toute sa fidélité et obéissance, et annonce d’avance vouloir s’incliner et se rétracter si l’Église trouvait à redire sur ses écrits.
Les saints sacrements sont les moyens privilégiés pour s’avancer vers Dieu. Ce sont des dons de Dieu, des instruments fondamentaux dans la vie du chrétien en vue d’acquérir la grâce, ce sont des « sources du ciel, sources de grâce et remèdes pour toutes les misères spirituelles » :

« Le chrétien, né à la vie spirituelle par le saint Baptême, enrôlé sous les bannières de la foi par la confirmation, a besoin d’aliment pour persévérer dans cette vie et avoir de la force dans les combats de la vertu. Or, cet aliment, c’est la sainte Communion. »

### La prière et la Vierge Marie
Il existe tout au long de l’ouvrage d’abondantes références à la Vierge Marie. Presque chacune des 25 Méditations se clôt par une invocation à la mère de Dieu, et celle-ci est prise pour thème dans plusieurs Dévotions. Elle est présentée comme l’assistante permanente du chrétien, la dispensatrice de toutes les grâces, étant en effet « la Mère de Dieu, et aussi notre Mère ; elle est le canal par lequel Dieu nous envoie toutes les grâces ». Pour cette raison, « quiconque est un véritable et cordial dévoué de Marie, ne peut manquer de se sauver ». 
Quant à la pratique de la prière, nombre de passages de Missão Abreviada y sont consacrés. Manuel Couto la qualifie d’« élévation de l’âme vers Dieu, visant à solliciter de lui les biens dont nous avons besoin », et ajoute que « la prière est le sang, l’esprit vital de l’âme ». Il s’agit d’un don de Dieu aux Hommes, qu’il aime : « Dieu, en donnant la prière aux hommes, mit en leurs mains les clefs du ciel et de tous ses trésors ».
Selon l’auteur, les conditions d’une bonne oraison s’énumèrent ainsi : il faut prier avec foi, confiance, dévotion et persévérance, et avec pureté d’intention. La prière, dont les fruits sont la vertu, satisfait le besoin d’aliment spirituel du chrétien et lui ouvre les portes du ciel, alors que ce sont celles de l’enfer qui s’ouvrent à celui qui ne prie pas. Manuel Couto prône également, avec quelque insistance, la prière mentale, l’un des supports de la vie spirituelle, établissant une analogie entre elle et la sainte messe : toutes deux sont source de grâce et de force pour la transformation du chrétien et pour sa conversion, laquelle doit être continuelle.

### Préparation à la mort
Comme indiqué ci-haut, la Missão Abreviada avait la conversion pour objectif majeur. Pour cela, il s’agissait de rendre crédibles les châtiments posthumes, et principalement, de faire croire aux espaces de l’au-delà. 
La Missão Abreviada adopte souvent un ton de mise en garde : la vie est éphémère et la mort peut survenir à tout moment. Contre cette dernière, qui est clairement identifiée comme faisant partie intégrante du dessein de Dieu, il n’est point de recours pour l’Homme. Il s’ensuit qu’une vigilance et une pénitence constante s’imposent au fidèle, afin d’atteindre, lorsque le terme de sa vie terrestre arrive (dont la mode de survenue, le lieu et le moment sont connus de Dieu seul), la salvation et la vie éternelle.
Une bonne mort en est une qui s’empare de l’homme dans son lit, après qu’il a reçu, entouré des siens, les derniers sacrements, à savoir : la confession, suivie de la communion et de l’extrême-onction. L’on craignait donc particulièrement la mort inopinée, laquelle empêchait l’accomplissement des rites de passage nécessaires. Au contraire, trépasser dans un lit serait la mort idéale, dans la mesure où dans ce cas un avis préalable était donné de la mort prochaine, ce qui permettait au mourant et à ses parents et amis de prendre toutes dispositions nécessaires. Il est possible de déceler des indices de ces représentations du bien mourir dans les textes de la Missão Abreviada. En effet, plusieurs des prêches de Padre Couto attirent l’attention des fidèles sur la façon de se préparer à la mort, occurrence d’ailleurs toujours présentée comme imminente.
L’imprévisibilité de l’instant de la mort, et le risque de damnation éternelle pour ceux rendant l’âme sans contrition, ponctuent la prédication de Manuel Couto. La figure du moribond est sans cesse évoquée dans le livre et la fin de vie y est décrite de manière dégradante, en insistant sur la putréfaction inhérente aux corps humains. Le but d’un tel discours semble être d’effrayer les pécheurs pour ainsi les persuader de rejeter les plaisirs corporels et de les amener à adopter une attitude pénitentielle et de vigilance constante, car « l’heure de la mort est ce moment terrible duquel dépend toute l’éternité ». L’auteur ne se fait pas faute d’évoquer l’angoisse des moribonds, qui se tiennent sur le seuil entre vie terrestre et éternité, cette dernière présentée de façon manichéiste sous les espèces soit des joies du paradis, soit des tourments de l’enfer.
Une caractéristique de la bonne mort est qu’elle prend l’allure d’une cérémonie publique, souvent présidée par le malade lui-même, la chambre du mourant « se transformant alors », selon les termes de Philippe Ariès, « en un lieu public, où l’on entrait librement ». Les textes de la Missão Abreviada tendent à corroborer cela, lorsqu’ils mettent en relief les adieux à faire et les rites qui, idéalement, devraient entourer le malade au seuil de son dernier soupir. C’est alors en effet que le mourant éprouve un moment d’angoisse spirituelle, quand il se retrouve en compagnie d’anges et de démons placés à son chevet, occupés à mesurer ses péchés et à décider de son destin dans l’au-delà, comme le décrit le passage suivant de la Missão Abreviada : « Si tu regardes du côté gauche, tu veras le démon, en train de t’accuser ; si tu regardes du côté droit, tu veras l’Ange gardien confirmant ces accusations du démon ! ».
La présence d’êtres célestes et infernaux est le prélude du jugement individuel succédant à la mort de chaque individu. Cependant, une telle conception diffère de la croyance au jugement dernier, lequel, selon la tradition chrétienne, aura lieu à la fin des temps, lorsque le Christ retournera dans le monde et que tous les morts ressusciteront dans leurs propres corps. À cette occasion se tiendra un jugement collectif, un grand règlement de comptes entre l’humanité, son histoire et le Créateur, à l’issue duquel les justes jouiront de la vie éternelle dans la Nouvelle Jérusalem et les méchants subiront les tourments, pareillement éternels, de l’enfer incandescent.
En ce sens, le jugement individuel exposé par Couto annule l’intervalle de temps entre la mort de chaque individu particulier et l’heure du jugement dernier. On relèvera par ailleurs que les deux jugements diffèrent par le nombre de verdicts possibles. Dans le jugement collectif, les âmes ont le ciel ou l’enfer comme options définitives, resp. pour les justes et pour les méchants, ou l’option transitoire du Purgatoire, pour les pécheurs de gravité intermédiaire, qui à la fin de leur temps d’expiation, dont la durée est déterminée par un ensemble de facteurs, entreront obligatoirement au ciel. En revanche, dans le jugement final tel que décrit dans Missão Abreviada, il n’y a que deux possibilités, « ou la vie, ou la mort, ou la lumière ou le feu éternel, ou le Ciel ou l’Enfer ». Selon le père Couto, « au moment même où ton âme se sépare de ton corps, il te faudra comparaître devant le tribunal de Jesus Christ pour être jugé ». Le caractère imminent de ce jugement tend à renforcer le versant pénitentiel de l’ouvrage. Le pécheur est convié à se confesser et à se repentir de ses erreurs, et ce le plus tôt possible, attendu que la mort peut survenir à tout moment.
Dans les deux perspectives, le sacrement de la confession apparaît alors comme le moyen de la rémission, par lequel les péchés mortels peuvent s’expier. Mourir sans recevoir l’absolution des péchés mortels équivalait, dans l’imaginaire de l’époque, à un passage direct pour l’Enfer, ainsi qu’il est indiqué dans Missão Abreviada : « Quelle confusion, et quelle horreur, sera la tienne, pécheur, si, lorsque tu comparaîtras en jugement, tu te trouves en péché mortel ».

### Géographie de l’au-delà
La description que Manuel Couto donne du Purgatoire rejoint largement la représentation traditionnelle qu’en fait l’Église catholique :

« [...] de ce lieu intermédiaire entre le Paradis et l’Enfer, qui s’appelle le Purgatoire, c’est-à-dire un lieu où l’on se purifie des péchés véniels et des peines dues à ces péchés, lieu où brûle un feu véritable, corporel et non uniquement métaphorique, qui brûle les âmes sans les consumer. »

Au regard de la gravité des souffrances endurées, Manuel Couto assimile le Purgatoire à l’Enfer, caractérisant celui-là comme un lieu où les tourments sont « tels ceux de l’Enfer, sauf qu’ils ne sont pas éternels ». Il construit tout un discours axé sur l’éventualité de la damnation : « et toi, chrétien insouciant, que fais-tu ? Ah ! Tu vis dans le plus grand oubli, dans la plus grande indifférence : il semble que tu n’aies aucune foi, et de la charité encore moins ». L’auteur utilise dans sa narration des éléments fictifs où Jésus Christ lui-même converse avec le pécheur :

« Quand Jésus Christ réglera ses comptes avec toi, et te dira : « Viens ici pécheur, viens ici ; rends-moi compte de ta vie ; rends-moi compte de toutes les grâces et moyens que je t’ai accordé pour que tu te sauves ». »

Manuel Couto attire l’attention des vivants sur la nécessité de toujours se souvenir de ceux qui brûlent dans le feu du Purgatoire. Il n'hésite pas pour cela à se mettre à la place de la mère du fidèle : 

« Ici on souffre des tourments semblables à ceux de l’enfer ; sans voir Dieu, et brûlant dans le feu ; et toi, mon fils, tu es là, mangeant ce que je t’ai laissé, mais de cette femme abandonnée, tu ne te souviens ni par une messe, ni par une aumône, ni par des prières, ni par des indulgences. »

On retrouve là la croyance que les oraisons des vivants seraient efficaces pour la rédemption de certains morts et pour le soulagement de leurs tourments.
En dépit des tentatives de localisation du Purgatoire entreprises par quelques saints et théologiens de l’Église catholique, ce qui prédomine en cette matière est un sentiment de liberté spatiale, le Purgatoire apparaissant en effet, plutôt que comme un lieu concret, comme un état, une situation. Dans Missão Abreviada également, le Purgatoire n’a pas de position déterminée. L’enfer au contraire est précisément localisé :

« [...] l’Enfer est un lieu au centre de la terre ; c’est une caverne très profonde, pleine de ténèbres, de tristesse et d’horreur, c’est une caverne pleine de flammes et de nuages d’épaisse fumée [...] prison d’infortunés et de damnés [...] caverne de flammes et de feu ; feu qui ne tourmentera pas seulement les corps, mais aussi les âmes ! »

Quant à la faune infernale, l’auteur, dans l’intention claire de provoquer la terreur, nous la décrit composée d’animaux liés au feu, à savoir de dragons et de serpents. De même, le feu de l’Enfer est un feu de châtiment, au contraire du feu du Purgatoire, qui est un feu purificateur. L’Enfer est donc le lieu de la damnation totale pour toute l’éternité. Une autre différence fondamentale est que, dans le Purgatoire, la notion du temps correspond à celle prévalant sur terre, tandis qu’entre le Purgatoire et l’Enfer existe une différence de perception temporelle qui s’aggrave encore quand l’Enfer est mis en regard du Ciel : 

« De même qu’au Ciel, tant sont grandes les gloires, que mille années ne paraissent qu’un seul jour, de même en Enfer, tant sont grands les tourments, qu’un seul jour paraît mille ans. »

Si en Enfer le temps ne semble pas s’écouler, l’inverse est le cas au Paradis, où l’on a le sentiment d’un temps qui passe vite et agréablement. 
Pourtant, le père Couto consacre relativement peu d’espace dans son ouvrage à spécifier la nature du Ciel. Il s’applique à présenter un certain nombre de caractéristiques permettant de saisir comment le Ciel est constitué. La première de ces caractéristiques est l’« excellence du lieu » :

« L’excellence du lieu du Ciel est admirable, car toute étoile est plus grande que la terre ; il est certaines étoiles qui sont plus de quatre-vingt-dix fois plus grandes que la terre entière ; les espaces vides en renferment encore plus que ce nombre ; voilà donc quelle est la grandeur et l’excellence des Cieux des Cieux ! Où Dieu manifeste toutes ses grandeurs ! Où Dieu déploie son pouvoir et sa gloire infinie ! […] le séjour de la gloire de Dieu lui-même […] le lieu est beau, resplendissant, ample, sûr ; la compagnie est agréable, le temps est un perpétuel printemps, qui par la fraîcheur et par l’air de l’Esprit-Saint fleurit toujours. »

Ensuite, le père Couto évoque les « résidents du Ciel », décrivant ce qu’il appelle « le plaisir de la Compagnie », c’est-à-dire les types d’êtres qui séjournent en ce lieu splendide. Le compte rendu de Manuel Couto et son inventaire des catégories d’élus laissent entendre une connaissance approfondie de la hiérarchie céleste :

« L’excellence des habitants du Ciel est elle aussi admirable, parce que tous sont des saints, et leur nombre est grand : leur beauté dépasse tout ce qui se peut imaginer ; […] et le nombre des anges est tellement grand que quelques-uns parmi les Saints Pères le disent dépassant celui de toutes les choses matérielles qu’il y a dans le monde entier ; et chacun de ces Esprits Célestes, fût-il même le plus petit parmi eux, est plus resplendissant que le soleil, est plus brillant que toutes les étoiles ; quelle joie, quel allégresse cela ne doit-il pas être que de vivre en leur compagnie sur des trônes de gloire ! […] Et si la Compagnie, et la communication avec les bons est si douce et agréable, qu’en sera-t-il alors de traiter avec tant d’Anges et de Saints ! Parler avec les Apôtres, converser avec les Prophètes, communiquer avec les Martyrs, et avec tous les élus ! ».

La troisième caractéristique, « la vision de Dieu », consiste dans le privilège de voir Dieu et de « jouir de sa compagnie ». La « gloire des corps », quatrième caractéristique, rappelle que le Ciel est aussi formé de feu, mais d’un feu qui ne brûle pas et brille seulement. Saint Thomas écrivit que «  les Cieux des Cieux possèdent la clarté de l’état de gloire, qui n’est pas de même nature que la clarté naturelle ». De même, le père Couto souligne que là-haut, « chaque corps glorieux brille et resplendit plus que le soleil ; s’il n’y avait pas de soleil, un corps glorieux donnerait, s’il apparaissait dans l’air, à lui seul suffisamment de lumière pour éclairer le monde entier... ». Enfin, Manuel Couto signale « la réunion de tous les biens dont on jouit au Ciel »:

« Là, dans le Ciel, il y aura la santé sans maladie, la beauté sans laideur, l’immortalité sans corruption, l’abondance sans misère, la quiétude et la paix sans désordre, la sécurité sans peur, la connaissance sans erreur, la satiété sans dégoût, l’allégresse sans tristesse ; il n’y aura pas d’inquiétude, ni de perturbations ; tout finalement sera paix, allégresse et bonheur, et gloire ! »

### Spiritualité
D’aucuns ont vu une parenté entre la vision de Couto et le jansénisme, et la question se pose donc de l'existence d’une matrice janséniste sous-jacente à la spiritualité de Manoel Couto. Il y a chez celui-ci, comme chez les jansénistes, une omniprésence du péché et du pécheur qui n’observe pas les préceptes de la loi de Dieu ; au surplus, la pratique de la vertu est chez Couto un exercice très exigeant. Missão Abreviada produit ainsi l’impression d’une vision assez pessimiste et rigoriste. On a pu dire Couto promoteur d’une ascèse noire. Il faut cependant se garder de confondre rigueur dans la pratique de la vertu et incapacité radicale de l’Homme d’accéder à Dieu, à la grâce, au salut, comme le postulait le jansénisme. Il y a d’autres aspects encore par lesquels Missão Abreviada s’écarte du logiciel janséniste, notamment par : la fréquence des sacrements, en particulier de la communion et de la confession ; la dévotion au Sacré Cœur de Jésus ; l’adhésion du fidèle à des associations de piété, en l’occurrence aux Associations d’apostolat de la prière et du Sacré Cœur de Jésus ; l’obéissance pleine et entière à l’Église catholique romaine à travers ses membres les plus éminents, au premier chef desquels le pape, les évêques et les prêtres. Un autre point de divergence essentiel est le scrupule. Couto, s’il reconnaît user de quelque rigueur, s’efforce dans le même temps de combattre dans sa Missão Abreviada le scrupule qui tendait à se répandre alors et qui, manifestement, éloignait les Hommes de Dieu plutôt que de les en approcher. 
Il a été imputé à Couto d’avoir favorisé l’émergence d’une spiritualité de la terreur au Portugal, et certains n’ont voulu voir dans son ouvrage que l’une des dernières de toute une série de publications européennes tendant vers cette forme de spiritualité et composant une littérature spécifique. Sans doute, la Missão Abreviada a-t-elle eu pour effet de susciter une religiosité axée sur le sentiment de crainte, mais que l’auteur assurément n’a pas recherché. Sans doute également, la crainte est inhérente aux missions populaires, que ce soit par la thématique abordée ou par les actions accompagnant les sermons (théâtralité, exhibition d’un crâne, flagellations et coups que le prédicateur s’infligeait, exposition de la croix, procession de pénitents, etc.). Tout au long de Missão Abreviada, on trouve épars nombre de références aux terribles châtiments qui attendent ceux qui s’obstinent dans le péché. Les menaces répétées de perdition éternelle, la récurrente promesse de l’enfer faite à ceux qui par indifférence se refusent à la conversion, maintiennent le lecteur ou l’auditeur en alerte permanente. Ces répétitions, de l’aveu de l’auteur, sont intentionnelles, car il s’agit de graver ces avertissements dans la mémoire. Cependant, Couto clôt chaque Méditation ou Instruction par un aspect positif — l’amour de Dieu. En effet, selon saint Alphonse, les conversions obtenues par la seule crainte des châtiments divins ne seront que de courte durée, le temps seulement que persiste la terreur qui les a inspirées, mais au-delà, les âmes ne tarderont pas à rechuter dès la première tentation ; si l’amour de Dieu ne pénètre pas le cœur du converti, celui-ci peinera à persévérer sur la voie du salut.   
Plutôt que d’une spiritualité de la terreur, il s’agit donc d’une spiritualité de la conversion continuelle : l’homme est un voyageur en lutte constante contre lui-même et contre le milieu extérieur. Le chemin de la vertu étant étroit, le chrétien doit se remettre en question en permanence, toujours se confronter à la triste réalité du péché, et sans cesse s’amender. Une conversion continue et permanente est pour cette raison nécessaire, ce qui explique le rôle primordial de la confession et de la figure du directeur spirituel.

## Sources
- (pt) Alberto Osório de Castro, A “Missão Abreviada” do Padre Couto. Um Abeiramento Contextuado, Chaves, Grupo Cultural Aquae Flaviae, 2002, 191 p. (ISBN 972-98137-4-4) Consultable en ligne
- (pt) Edianne dos Santos Nobre et Jucieldo Ferreira Alexandre, A Missão Abreviada: Práticas e lugares do bem-morrer na literatura espiritual portuguesa da segunda metad do século XIX, article paru dans Revista Brasileira de História das Religiões, IVe année, no 10, mai 2011 (Consultable en ligne)